# Druzhba-84
Os Jogos da Amizade (em russo: Дружба-84, transl Druzhba-84), foram um evento poliesportivo internacional realizado entre 2 de julho e 16 de setembro de 1984 na União Soviética e nos outros oito países socialistas que boicotaram os Jogos Olímpicos de Verão de 1984 em Los Angeles.

## Quadro de medalhas
O quadro de medalhas mostrado a seguir é baseado nas estatísticas dos livros Na olimpijskim szlaku 1984 e Gwiazdy sportu '84. 
Não incluem os resultados do sambo wrestling.
| Ordem | País               | Medalha de ouro | Medalha de prata | Medalha de bronze | Total |
| ----- | ------------------ | --------------- | ---------------- | ----------------- | ----- |
| 1     | União Soviética    | 126             | 87               | 69                | 282   |
| 2     | Alemanha Oriental  | 50              | 45               | 43                | 138   |
| 3     | Bulgária           | 21              | 25               | 29                | 75    |
| 4     | Cuba               | 15              | 11               | 12                | 38    |
| 5     | Hungria            | 10              | 17               | 24                | 51    |
| 6     | Polónia            | 7               | 17               | 34                | 58    |
| 7     | Coreia do Norte    | 5               | 5                | 10                | 20    |
| 8     | Checoslováquia     | 2               | 18               | 28                | 48    |
| 9     | China              | 2               | 1                | 4                 | 7     |
| 10    | Etiópia            | 1               | 2                | 2                 | 5     |
| 11    | Alemanha Ocidental | 1               | 1                | 1                 | 3     |
| 12    | Itália             | 1               | 1                |                   | 2     |
| 13    | Japão              | 1               |                  |                   | 1     |
| 14    | Mongólia           |                 | 2                | 5                 | 7     |
| 15    | Canadá             |                 | 1                |                   | 1     |
| 16    | Venezuela          |                 |                  | 2                 | 2     |
| 17    | Finlândia          |                 |                  | 1                 | 1     |
| 18    | Suécia             |                 |                  | 1                 | 1     |
| 19    | Zimbabwe           |                 |                  | 1                 | 1     |